# Lilly Blom
Ruth Lilly Juliana Blom, född 15 september 1896 i Stockholm, död 29 december 1969 i Kungsholms församling i Stockholm, var en svensk konstnär och teckningslärare.
Hon var dotter till järnvägstjänstemannen Johan August Blom och hans maka Hedvig Juliana, född Nilsson. Lilly Blom studerade vid Tekniska skolan, Althins målarskola och Edward Berggrens målarskola i Stockholm samt privata studier för Olle Hjortzberg och under studieresor till Danmark, Norge, Nederländerna, Tyskland och Frankrike. Separat ställde hon ut på Hahnes konstsalong i Stockholm 1947 och hon medverkade i samlingsutställningar med Sveriges allmänna konstförening. Hennes konst består av blomsterstilleben och interiörer i olja samt landskapsmålningar med motiv från Arild och Frankrike i akvarell eller pastell. Blom är representerad vid Stockholms stadsmuseum. Hon är begravd på Skogskyrkogården i Stockholm.